# Vedène
Vedène is een gemeente in het Franse departement Vaucluse (regio Provence-Alpes-Côte d'Azur) en telt 8673 inwoners (1999). De plaats maakt deel uit van het arrondissement Avignon.

## Geografie
De oppervlakte van Vedène bedraagt 11,2 km², de bevolkingsdichtheid is 774,4 inwoners per km².
De onderstaande kaart toont de ligging van Vedène met de belangrijkste infrastructuur en aangrenzende gemeenten.

## Demografie
Onderstaande figuur toont het verloop van het inwonertal (bron: INSEE-tellingen).